# Derek Mills
Derek Mills (Washington D. C., Estados Unidos, 9 de julio de 1972) es un atleta estadounidense, especializado en la prueba de 4x400 m en la que llegó a ser campeón mundial en 1995.

## Carrera deportiva
En el Mundial de Gotemburgo 1995 ganó la medalla de oro en los relevos 4x400 metros, con un tiempo de 2:57.32 segundos, llegando a meta por delante de Jamaica (plata) y Nigeria (bronce), siendo sus compañeros de equipo: Marlon Ramsey, Butch Reynolds y Michael Johnson.
Al año siguiente, en los JJ. OO. de Atlanta 1996 volvió a ganar la medalla de oro en la misma prueba, por delante de Reino Unido y Jamaica.